# Artritis psoriásica
La artritis psoriásica es la afección inflamatoria de las articulaciones asociada a la psoriasis. Para el diagnóstico de artritis psoriásica, es requisito necesario que sea seronegativa (es decir, que los pacientes no tengan factor reumatoide u otros autoanticuerpos) y que no haya datos sugestivos de artritis reumatoide.

## Epidemiología
La prevalencia de la psoriasis es de aproximadamente un 1 a 3 %. De esta población, entre el 5 al 10 % padecería artritis. Por lo tanto, la población afectada por artritis psoriásica oscila entre un 0,05 % y un 0,3 % (En España entre 22 558 y 135 350 personas).

## Etiología y Patogenia
Su patogenia depende de su etiología, ya sea genético, inmunológico y ambiental.
Genéticos: agregación familiar, más común en gemelos monocigóticos y asociaciones con el CPH (HLA-B 27, B-8, DR 3 y DR 4).
Inmunológicos: niveles elevados de Igs, complejos inmunes circulantes, infiltrado de Igs y complemento en sinovial y piel.
Hay una reducción de CD4+ en sangre periférica e infiltrado de estos en piel y sinovial.
Hay anticuerpos anti-queratina y anti- citoqueratina en el suero de pacientes con AP.
Los fibroblastos de pacientes con AP, tiene una producción aumentada de IL-1, IL-6 y de factor de crecimiento plaquetario.
Las placas psoriásicas tienen niveles elevados de leucotrieno B4.
Factores ambientales: estreptococo beta hemolítico del grupo A, estafilococo aureus y el virus del SIDA, traumatismo y estrés.

## Clínica
Atendiendo a las manifestaciones de la enfermedad, se consideran los siguientes patrones:
1. Forma oligoarticular simétrica: hasta el 50 % de los casos. Afecta sobre todo a articulaciones intefalángicas proximales y distales (dedos). Se considera un máximo de 5 articulaciones afectadas como criterio diagnóstico. Suele tener preferencia por las extremidades inferiores.
2. Forma similar a la artritis reumatoide seronegativa (sin factor reumatoide): con un pronóstico más benigno y remisiones más duraderas. Es una poliartritis simétrica, con posible afectación de la columna vertebral.
3. Forma mutilante: muy grave e infrecuente.
4. Forma interfalángica distal: casi patognomónica (exclusiva) de la psoriasis, pero muy infrecuente. Casi siempre asocia psoriasis de las uñas.
5. Forma periférica, asociada o no a sacroileitis anquilosante.
6. Sacroileitis o espondilitis anquilosante: asociada o no a artropatía periférica.

## Diagnóstico
El diagnóstico es eminentemente clínico, ya que la analítica es inespecífica y sólo se altera en casos más graves. El análisis del líquido sinovial, si bien es de tipo inflamatorio, también es inespecífico.
Se han propuesto y utilizado diferentes criterios de clasificación, las que incluyen los Criterios de Moll y Wright, Bennett, Gladman y cols,Vasey y Espinoza, los del grupo de estudio Europeo de espondiloartropatías (ESSG), McGonagle (34) y los de Fournie. En el 2006 los Criterios de Clasificación para Artritis Psoriásica (CASPAR), (Tabla 1) se desarrollaron y demostraron una sensibilidad del 91,4 % y una especificidad del 98,7 %. Usando estos criterios, los pacientes se califican según la presencia o ausencia de psoriasis actual, antecedentes personales o familiares de psoriasis, distrofia de uñas, negatividad sérica del factor reumatoide, dactilitis actual o previa y evidencia radiográfica de formación de hueso nuevo yuxtaarticular.
Para cumplir con los criterios CASPAR, un paciente debe tener enfermedad articular inflamatoria y una puntuación ≥ 3 puntos de las siguientes:
presencia de psoriasis (2 puntos), historia personal de psoriasis (1 punto), historia familiar de psoriasis (1 punto), distrofia ungueal psoriática (1 punto), factor reumatoide negativo (1 punto), historia de dactilitis (1 punto), presencia actual de dactilitis (1), y la evidencia radiológica de formación ósea yuxtaarticular (1 punto).   
La radiología es normal, al menos hasta que el proceso se encuentra muy avanzado, que es cuando presenta signos como los siguientes:
- Puede haber algún signo característico, como el denominado «lápiz en copa» en las articulaciones interfalángicas distales (estrechamiento proximal y ensanchamiento distal).
- Anquilosis ósea, sobre todo en los dedos de las manos.
- La osteoporosis yuxtaarticular es menos evidente que en la artritis reumatoide.
- La afección de la columna vertebral es algo más frecuente que en otras patologías, pero se diferencia en que es asimétrica. Además, a veces aparecen sindesmofitos, pero también se diferencian de otros tipos de artritis, ya que sólo suelen afectar a 2 o 3 vértebras, comienza en la región cervical y no es progresivo.

## Tratamiento
En cuanto al tratamiento de las lesiones cutáneas, es el mismo que el de cualquier psoriasis.
Para los síntomas articulares se recomiendan:
1. Medidas generales, como fisioterapia y ejercicios posturales, cuyo objetivo es:
Favorecer la musculatura extensora de la espalda.
Mantener la funcionalidad de las grandes articulaciones, más importantes para la vida diaria.
Dormir en colchón duro, con almohada fina o sin ella puede ser útil.
2. AINEs y COXIBs.
3. Los denominados fármacos modificadores de la enfermedad (FAMEs), como el metotrexato y la salazopyrina, están indicados en la espondilitis anquilosante, sobre todo si es periférica.
4. También se puede probar con retinoides y ciclosporina A, y con terapia biológica[4] anti-TNF (Infliximab). La terapia biológica comprende el uso de inhibidores del factor de necrosis tumoral (FNT). El FNT es una citoquina natural que interviene en las respuestas inflamatorias e inmunitarias normales. Distintos estudios[5] han demostrado que adalimumab, el primer anticuerpo monoclonal totalmente humano producido por medio de la tecnología del ADN recombinante, posibilita la reducción de los signos y síntomas de la artritis activa en pacientes con artritis psoriásica, ya sea administrado en monoterapia o en combinación con agentes ARME. Adalimumab se une específicamente al FNT (factor de necrosis tumoral alfa), pero no a la linfotoxina (FNT-beta) y neutraliza la función biológica de éste mediante el bloqueo de su interacción con los receptores p55 y p75 para FNT en la superficie celular.